# Bitka kod Slatine 1562.
Bitka kod Slatine bila je bitka između hrvatskih snaga protiv osmanskog osvajača.

## Političko-vojna pozadina
Bitka se zbila u doba velikog osmanskog naleta.
Erdődy je bio u prvoj godini banstva; tek 1557. postao je hrvatsko-slavonsko-dalmatinski ban. Imao je velika iskustva u ratovanju s Turcima. Prije 5 godina bio je kapetan krajiške vojske kad je razorio Gradišku i Veliku (Kraljeva Velika). Od 1554. godine obrana Kostajnice i Novigrada na Uni bila je pod njegovom nadležnošću, a 1558. porazio je Turke kod Hrastovice. Imao je i osvetničke motive protiv Turaka. Posljedica turskih osvajanja 1545. bila je ta što je izgubio velike posjede u Križevačkoj županiji .

## Ishod bitke
U bitki su pobijedile hrvatske snage.